# Lori Lemaris
Lori Lemaris è un personaggio dei fumetti statunitensi creato da Bill Finger (testi) e Wayne Boring (disegni), pubblicato dalla DC Comics. La sua prima apparizione avviene in Superman (Vol. 1) n. 129 (maggio 1959).
Lori è una sirena proveniente da Tritonis, una città sottomarina del continente perduto di Atlantide, che si è finta umana per poter studiare all’Università di Metropolis, dove ha avuto un’intensa relazione sentimentale con Superman. Tuttavia nel momento in cui questi le ha chiesto di sposarlo, la sirena ha rifiutato per via dei doveri verso il suo popolo e fatto ritorno all’Oceano.
Il personaggio presenta le iniziali allitterative "LL" tipiche delle figure più significative della vita di Superman: Lois Lane, Lex Luthor, Lana Lang e Lucy Lane.

## Biografia del personaggio

### Pre-Crisi
Nata a Tritonis, Atlantide, sui fondali dell’Oceano Atlantico, da Britt e Omra Lemaris, Lori ha una sorella minore, Lenora, e nutre da sempre un forte fascino verso la superficie, motivo per cui da ragazzina avvicina Superboy sperando che la sua tecnologia le possa permetta di vivere sulla terraferma, sebbene suo padre la scopra e cancelli i ricordi di entrambi i giovani per mantenere segreta l’esistenza di Atlantide. Anni dopo Lori, ormai adulta, si iscrive all'Università di Metropolis fingendosi disabile per mascherare la sua coda e sopravvivendo con bagni quotidiani in una vasca d'acqua salata. Dopo essersi nuovamente imbattuta in Clark Kent, di cui realizza l’identità segreta decidendo tuttavia di tenerla per sé, i due iniziano a frequentarsi e alla fine si innamorano ma, quando Clark le propone di sposarlo, Lori rifiuta e, dopo avergli rivelato di non essere paralizzata su una sedia a rotelle, bensì una sirena, gli spiega di dover ritornare dalla sua gente e scompare, rituffandosi in mare.
Anni dopo, Superman si rimbatte in Lori, ferita gravemente da un pescatore e, per curarla, chiede aiuto al chirurgo tritone Ronal, del quale tuttavia, una volta guarita, la sirena si innamora, ricambiata. Nonostante la fine della loro storia d'amore, Superman e Lori rimangono molto amici e la sirena tenta in più occasioni aiutare la sua relazione con Lois Lane, protegge Atlantide con l'aiuto dell'Uomo d'Acciaio e di sua cugina Supergirl, partecipa all'organizzazione della festa per il sedicesimo compleanno di quest'ultima e la consiglia nella relazione col giovane tritone Jerro, oltre a contribuire a riportare Jimmy Olsen alla normalità sia quando viene trasformato in licantropo che in uomo-tartaruga gigante.
Lori viene successivamente coinvolta in numerose avventure di Superman, Supergirl, Jimmy e Lois oltre a far costruire il museo atlantideo dedicato a Supergirl affrontare al fianco dell'Uomo d'Acciaio sia Lex Luthor che Mr. Mxyzptlk, visitare Kandor, collaborare con la Legione dei Super-Eroi, liberare Atlantide dalla tirannia di Vostar, aiutare Lois e Lana a far abrogare la pena di morte a Star City, curare il suo popolo da un virus letale, aiutare Superman a tornare in sé dopo essere stato scisso in due dalla kryptonite rossa e assistere un'indagine di Batman prima di sposarsi con Ronal dando alla luce due figli.
Anni dopo, Lori viene catturata da un pescatore russo e salvata da Superman, e fa costruire una statua in suo onore a Tritonis quando questi sembra morire contro Lex Luthor e Brainiac. Dopodiché, nel momento in cui Tritonis e Poseidonis, l'altra città-stato di Atlantide, entrano in conflitto per colpa di Ocean Master, Lori chiede aiuto a Superman e Aquaman per fermarlo. La sirena, negli anni successivi, veste spesso i panni di alleata e spesso confidente per l'Uomo d'Acciaio e, nel corso degli eventi di Crisi sulle Terre infinite tenta di difendere la sua patria dall'Anti-Monitor per poi morire proteggendo Mera da un Demone Ombra.

### Post-Crisi
Nell'Universo DC generato in seguito a Crisi sulle Terre infinite, Lori Lemaris e la sua famiglia sono gli ultimi discendenti di una colonia di esploratori di Tritonis che hanno perso i contatti con la città e si infiltra pertanto all'Università di Metropolis nella speranza di trovarla, finendo per innamorarsi del giovane Clark Kent e doversi separare da lui rifiutando la sua proposta di matrimonio dopo avergli confessato il suo segreto. A differenza della precedente versione Lori - come molti atlantidei - quando non si finge umana è nuda. Ricongiuntasi a Superman vari anni dopo il loro primo incontro, grazie a lui riesce a ritrovare la strada di casa ma viene ferita da un pescatore e prontamente curata dallo stregone tritone Ronal, di cui si innamora sebbene, per non far soffrire Superman decida poi di inscenare la propria morte assistendolo occasionalmente rimanendo nell'ombra. In seguito suo marito Ronal, impazzito per l'eccessivo ausilio di magia nera, inizia a trasformare gli abitanti di Tritonis in mostri e viene pertanto imprigionato grazie alla stessa Lori, che nell'affrontarlo finisce per essere accidentalmente colpita dalla sua magia ottenendo la capacità di mutarsi in umana.
Nel momento in cui il marito riesce ad evadere, Lori torna in superficie per chiedere a Superman e Lois Lane di aiutarla a fermarlo, riuscendo infine a far rivoltare la sua magia contro di lui trasformandolo in pietra. Successivamente a tutto ciò, la sirena si trasferisce nell'appartamento di Lois e, nonostante qualche iniziale gelosia da parte di quest'ultima, stringe con lei una solida amicizia, oltre ad aiutare occasionalmente l'Uomo d'Acciaio nelle sue attività supereroistiche e riscriversi all'Università vendendo delle reliquie trovate in fondo all'oceano per pagarsi la retta, sebbene per questo finisca per venire accusata di essere una contrabbandiera dalla Galaxy Communications che tuttavia fa poi decadere le accuse per mancanza di prove.
Lori prende parte al matrimonio tra Lois e Clark in veste di damigella e, successivamente, grazie alla sua competenza in archeologia, si aggiudica poi uno stage universitario in Sudafrica e, una volta completatolo, torna a vivere a Tritonis, aiutando Aquaman a difendere Atlantide da vari attacchi terroristici e la Justice League ad affrontare la Lega degli Antichi, fino a diventare membro della Justice League of Atlantis.

### Rinascita
Nell'Universo DC successivo a Rinascita, Lori Lemaris è la Regina di Tritonis ed una fidata confidente di Aquaman oltre ad aver avuto, prima di sposare suo marito Re Ronal, un'intensa relazione con Superman quando entrambi frequentavano l'Università di Metropolis. Lei e l'Uomo d'Acciaio si rincontrano quando lui, Batman e Aquaman affrontano l'infestazione dell'Uomo Floronico ad Atlantide e, nonostante la sirena e il marito attraversino un periodo di crisi matrimoniale, grazie all'esperienza riescono a riappacificarsi. Tempo dopo, con l'insorgere della minaccia di Dagon verso Atlantide, Lori si vede costretta ad assecondare l'essere e tradisce Aquaman per consegnarglielo ma, in seguito, torna sui suoi passi e lo aiuta ad affrontarlo.

## Poteri e abilità
Come ogni abitante di atlantidea, Lori Lemaris è dotata di una forza e resistenza tanto sovrumane da poter sopravvivere nelle profondità marine, oltre a poter nuotare a velocità superiori a un veicolo a motore ed essere in grado di respirare sia sott'acqua che in superficie, nonostante per rimanere in salute sulla terraferma abbia comunque bisogno di immergersi quotidianamente in acqua salata. In quanto nativa di Tritonis, Lori è inoltre una telepate capace di leggere le menti altrui con grande facilità, dato che per il suo popolo è il principale metodo di comunicazione. Nella realtà narrativa seguente a Crisi sulle Terre infinite il personaggio ha inoltre ottenuto magicamente la capacità di trasformarsi in umana quando asciutta e tornare alle proprie fattezze di sirena una volta bagnata.
Nell'Universo DC successivo a Rinascita, Lori è un'abile combattente armata di una coppia di pugnali incantati dotati di capacità congelanti.

## Altre versioni

### Joker's Wild
Nella realtà narrativa di Joker's Wild Lori è un'umana nonché la controparte femminile ed eroica del Joker.

### Superman: Anno Uno
In Superman: Anno Uno, Lori è una sirena incontrata dal giovane Clark durante il servizio militare e, dopo essersi innamorato di lei, la segue fino ad Atlantide vivendo assieme a lei nelle profondità finché, anni dopo, decide di fare ritorno in superficie.

## Altri media

### Televisione
- Nella serie animata Young Justice Lori Lemaris, doppiata da Kath Soucie,[98] è una dei generali stregoni di Atlantide nonché rappresentante della città-stato di Tritonis.

### Videogiochi
- Lori Lemaris è un personaggio evocabile in Scribblenauts Unmasked: A DC Comics Adventure.[99]